# مركب الكيناز المعتمد على السيكلين
مركب الكيناز المعتمد على السيكلين (بالإنجليزية: Cyclin-dependent kinase complex)‏ واختصارا (سدكس، سدك-السيكلين: CDKC, cyclin-CDK) هو مركب بروتيني يتشكل من ارتباط وحدة فرعية تحفيزية غير نشطة لكيناز البروتين الكيناز المعتمد على السيكلين [الإنجليزية] (سدك، CDK) مع وحدة فرعية منظِّمة من بروتين السيكلين. عندما ترتبط الكينازات المعتمدة على السيكلين بالسيكلين، يكون المركب المتكون في حالة نشطة. يُحدد اختصاص الركيزة (الركائز التي يمكن للمركب التآثر معها) أساسا بواسطة السيكلين الموجود في هذا المركب. يُتحكم في نشاط مركبات الكيناز المعتمد على السيكلين بواسطة فسفرة البروتينات المستهدفة وكذلك بارتباط البروتينات المثبطة.